# Kult (hudební skupina)
Kult je rocková hudební skupina, která se zformovala v Polsku roku 1982.

## Členové
- Kazimierz Staszewski (1982-současnost)
- Piotr Morawiec (1982; 1983–1987; 1988-1989; 1989-současnost)
- Janusz Grudziński (1982–1987; 1989–1998; 1999-současnost)
- Ireneusz Wereński (1986-současnost)
- Tomasz Goehs (1998-současnost)
- Janusz Zdunek (1998-současnost)
- Tomasz Glazik (2003-současnost)
- Wojciech Jabłoński (2008-současnost)
- Jarosław Ważny (2008-současnost)

## Původní členové
- Tadeusz Bagan (1982) - kytara
- Dariusz "Misiek" Gierszewski (1982) - bicí
- Kazik Staszewski (1982-současnost) - vokály, saxofon
- Piotr Wieteska (1982–1986) - baskytara

## Diskografie
| - Kult (1987) - Posłuchaj to do ciebie (1987) - Spokojnie (1988) - Kaseta (1989) - 45-89 (1991) - Your Eyes (1991) - Tata Kazika (1993) - Muj wydafca (1994) - Tata 2 (1996) - Ostateczny krach systemu korporacji (1998) - Salon Recreativo (2001) - Poligono Industrial (2005) - Hurra! (2009) - Prosto (2013) - Wstyd (2016) - Wstyd. Suplement 2016 (2016) - Ostatnia płyta (2021) |  | - "Piloci" / "Do Ani" (1986) - "Panie Waldku, Pan się nie boi czyli lewy czerwcowy" (1998) - "Komu bije dzwon" (1998) - "Gdy nie ma dzieci" (1998) - "Dziewczyna bez zęba na przedzie" (1998) - "Brooklińska Rada Żydów" (2001) - "Łączmy się w pary, kochajmy się" (2001) - "Kazelot" (2003) - "Kocham Cię, a miłością swoją" (2006) - "Pan Pancerny" (2006) |

| - Tan (1989) - MTV Unplugged – Kult (2010) - Made in Poland (2017) - Made in Poland II (2017) |